# Pyrinia yaponaria
Pyrinia yaponaria là một loài bướm đêm trong họ Geometridae.